# 日本航空快運

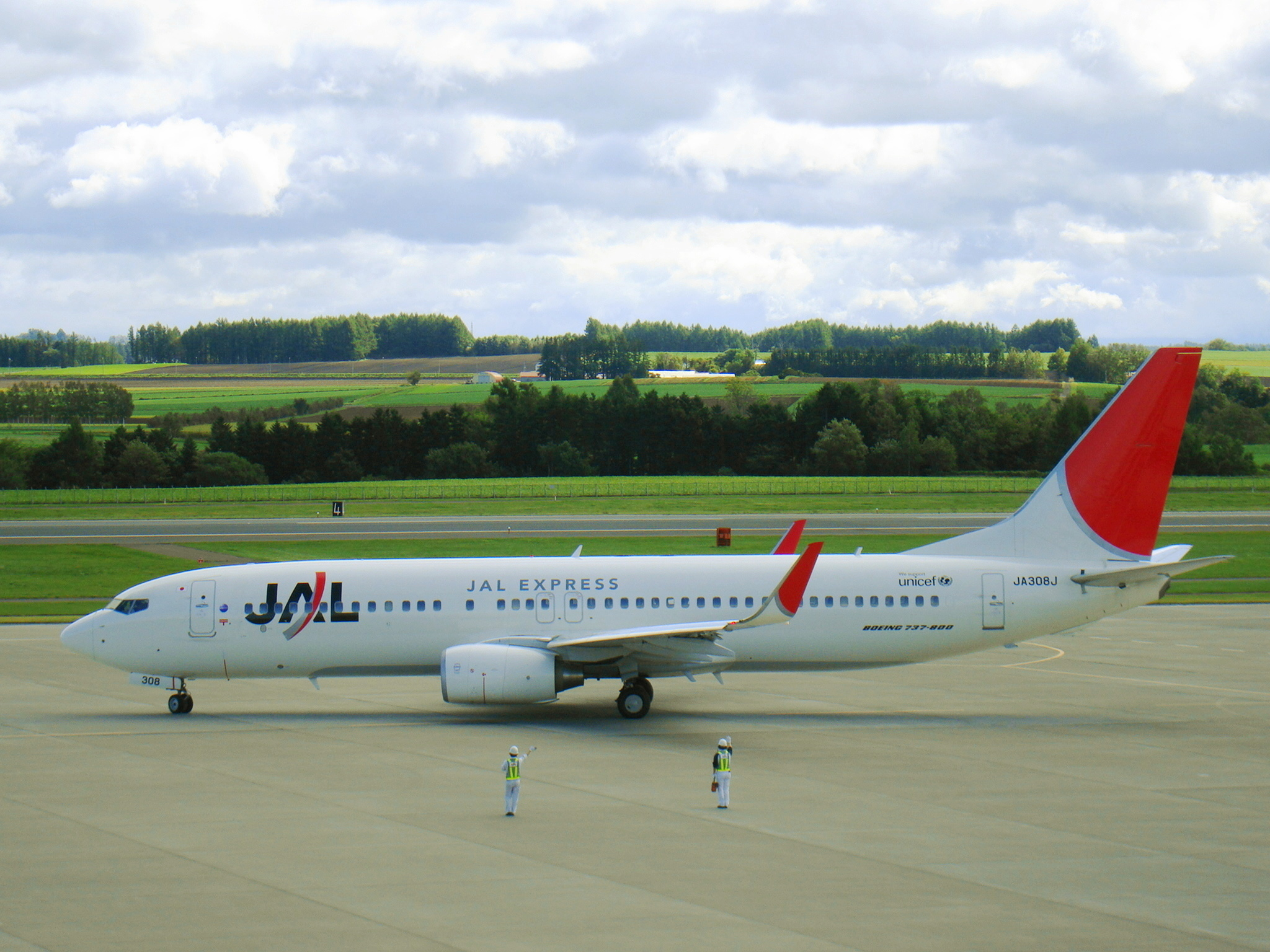
波音737-800

日本航空快運（日語：株式会社JALエクスプレス）曾是一間以東京國際機場為基地、由日本航空全資擁有營運國內及國際航線的航空公司，總部設於東京國際機場內。2014年10月1日起已併入其母公司。

## 歷史
日本航空快運於1997年4月1日成立，並於1998年7月1日開始運作，服務每日兩個航班來往大阪及宮崎、鹿兒島。截至2007年3月，日本航空快運共有357名僱員。
成立初期，日本航空快運的總部設於大阪國際機場；但由於在東京國際機場始發之航班愈來愈多（有相當一部分都是由母公司日本航空委託運行），2011年10月31日，日本航空快運總部正式由大阪國際機場搬遷到東京國際機場，以便更充分與日航集團其他成員互相融合。

## 航線
- 大阪國際機場 - 仙台機場、熊本機場、鹿兒島機場、花卷機場、奄美機場
- 中部國際機場 - 仙台機場、熊本機場、鹿兒島機場
- 成田國際機場 - 上海浦東國際機場
- 成田國際機場 - 香港香港國際機場

## 機隊
日本航空快運的機隊擁有以下飛機：

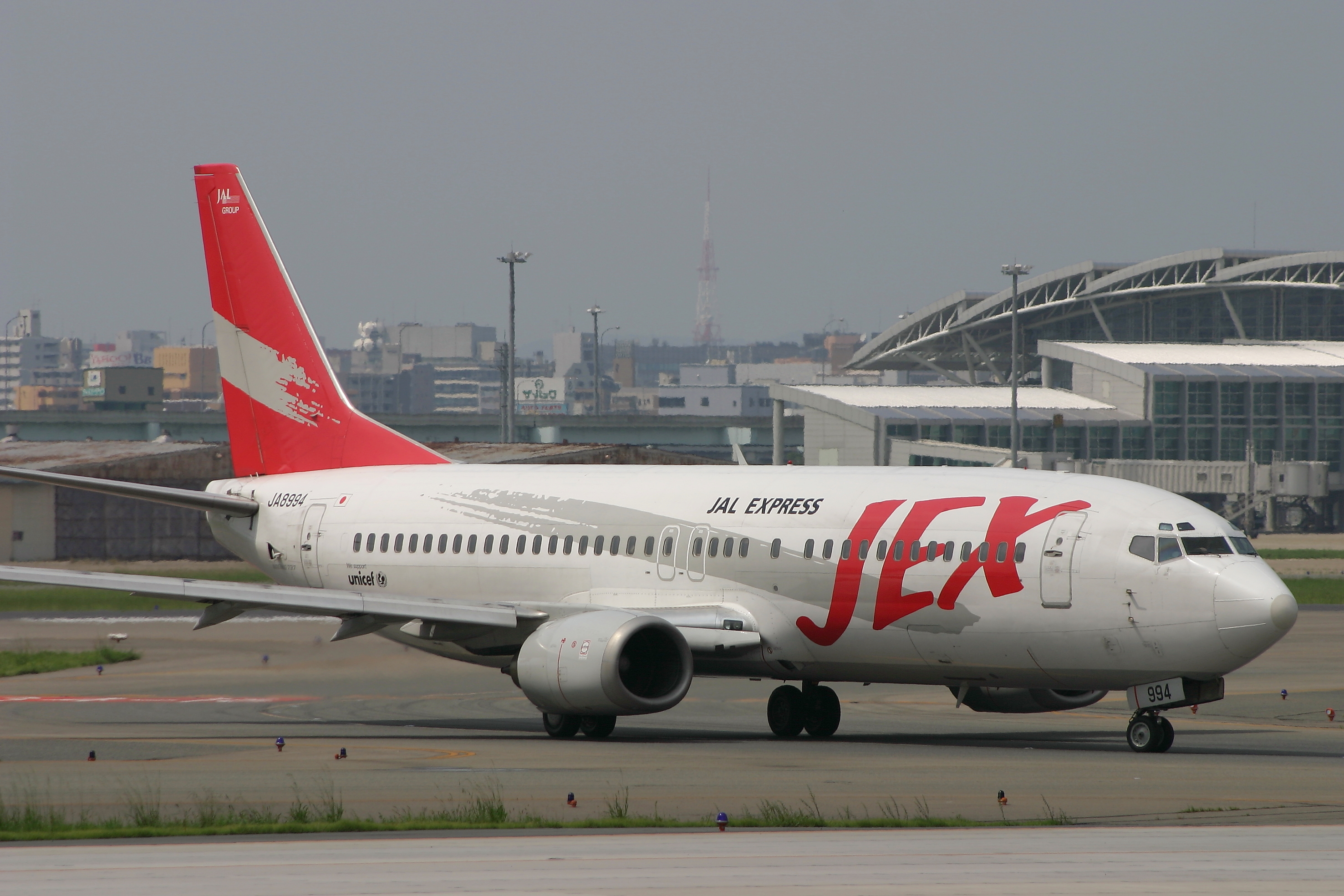
日本航空快運初代波音737-400（JEX塗装）
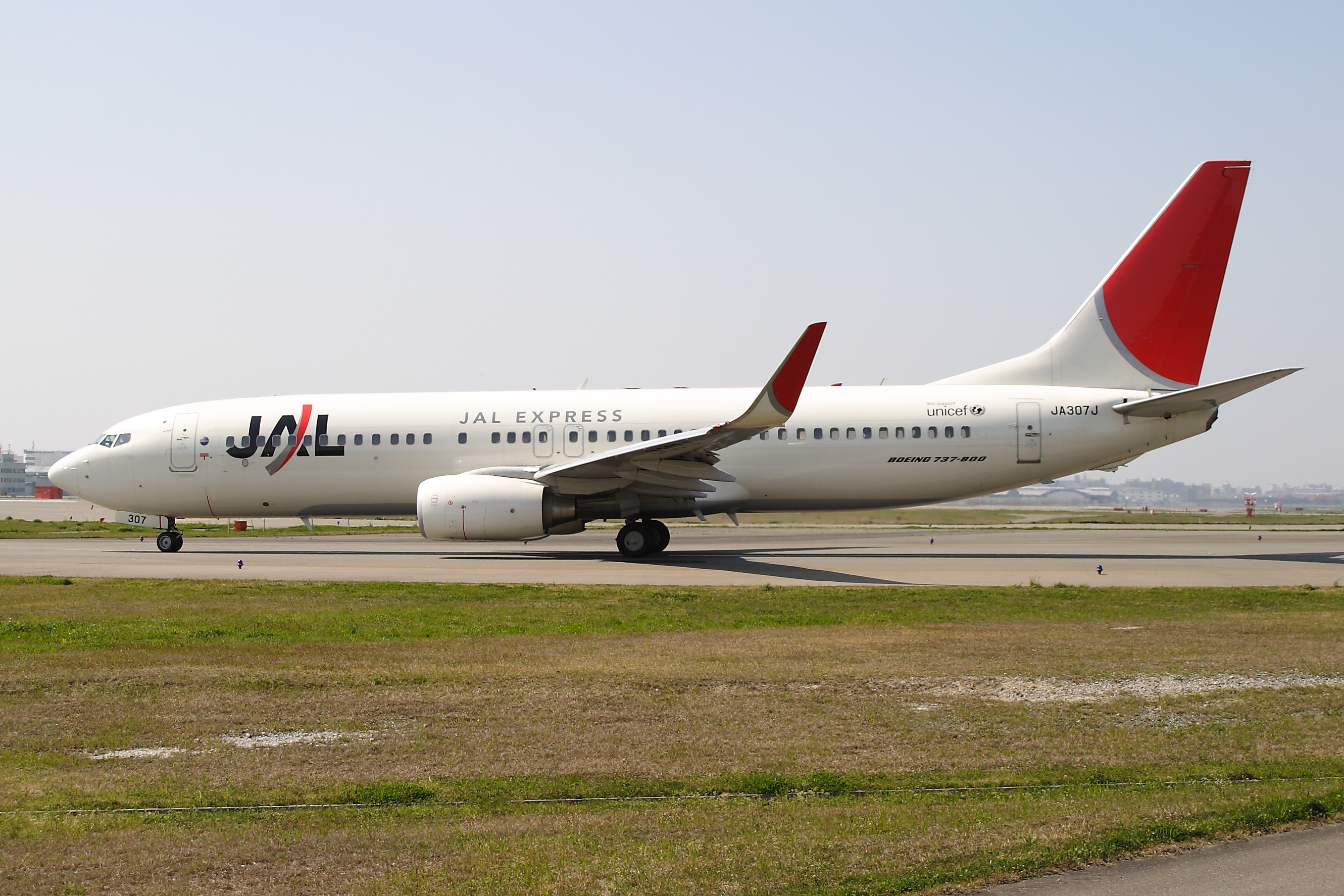
波音737-800
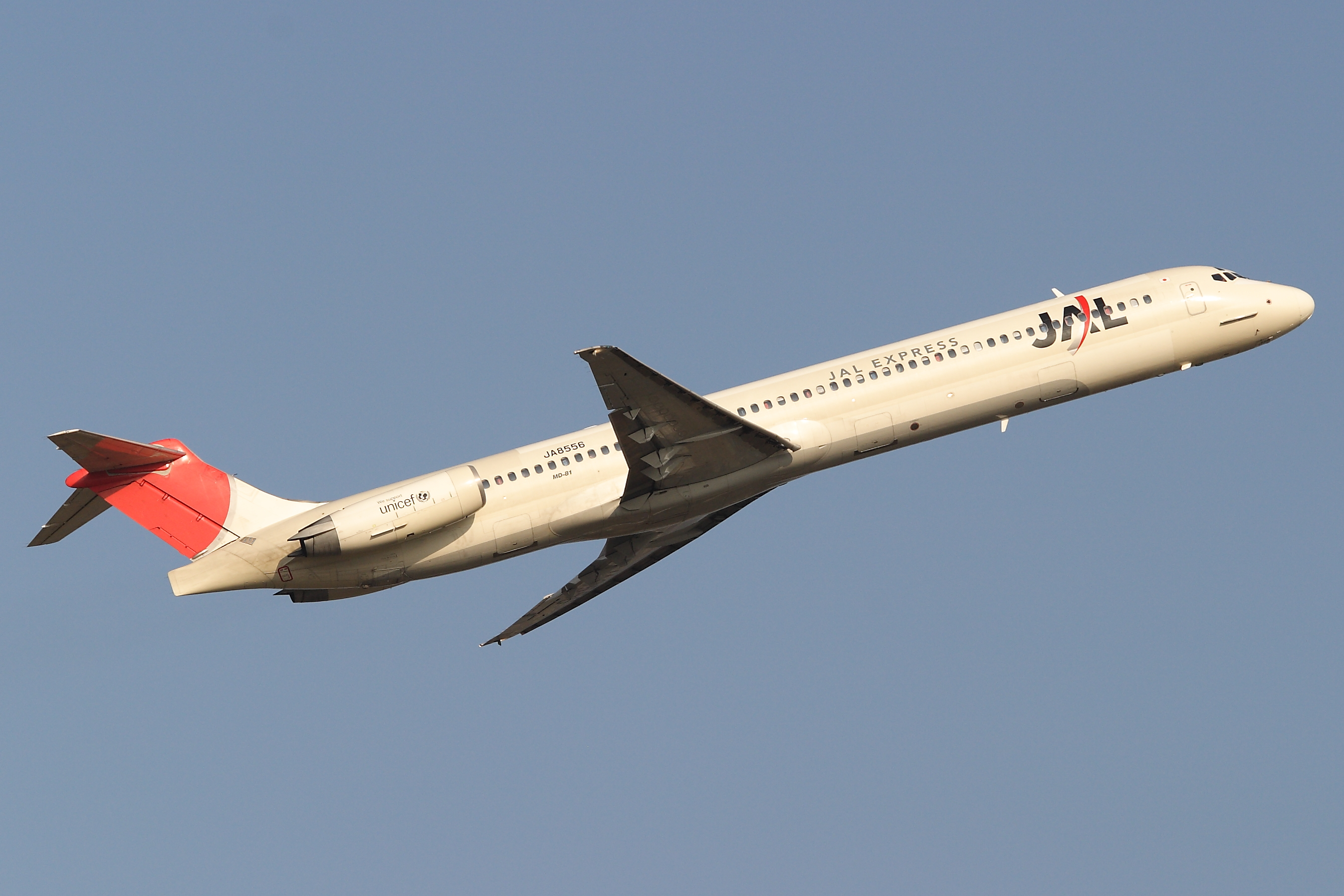
麥道 MD-81
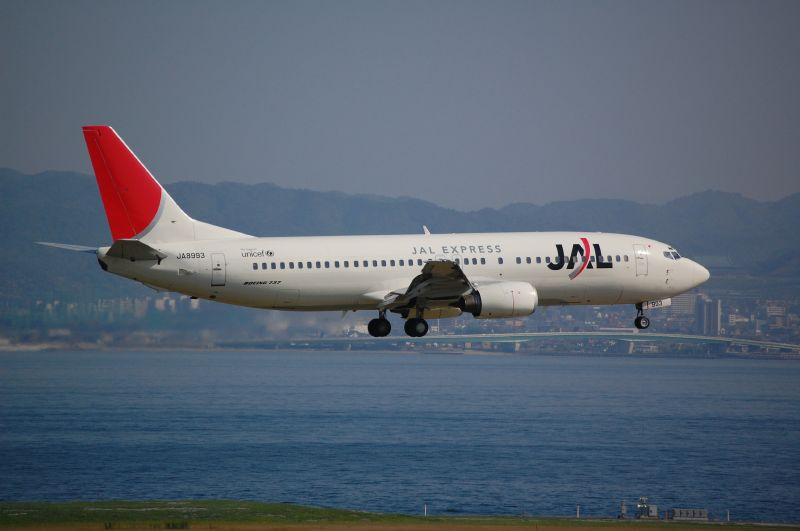
JEX舊塗裝波音737-400
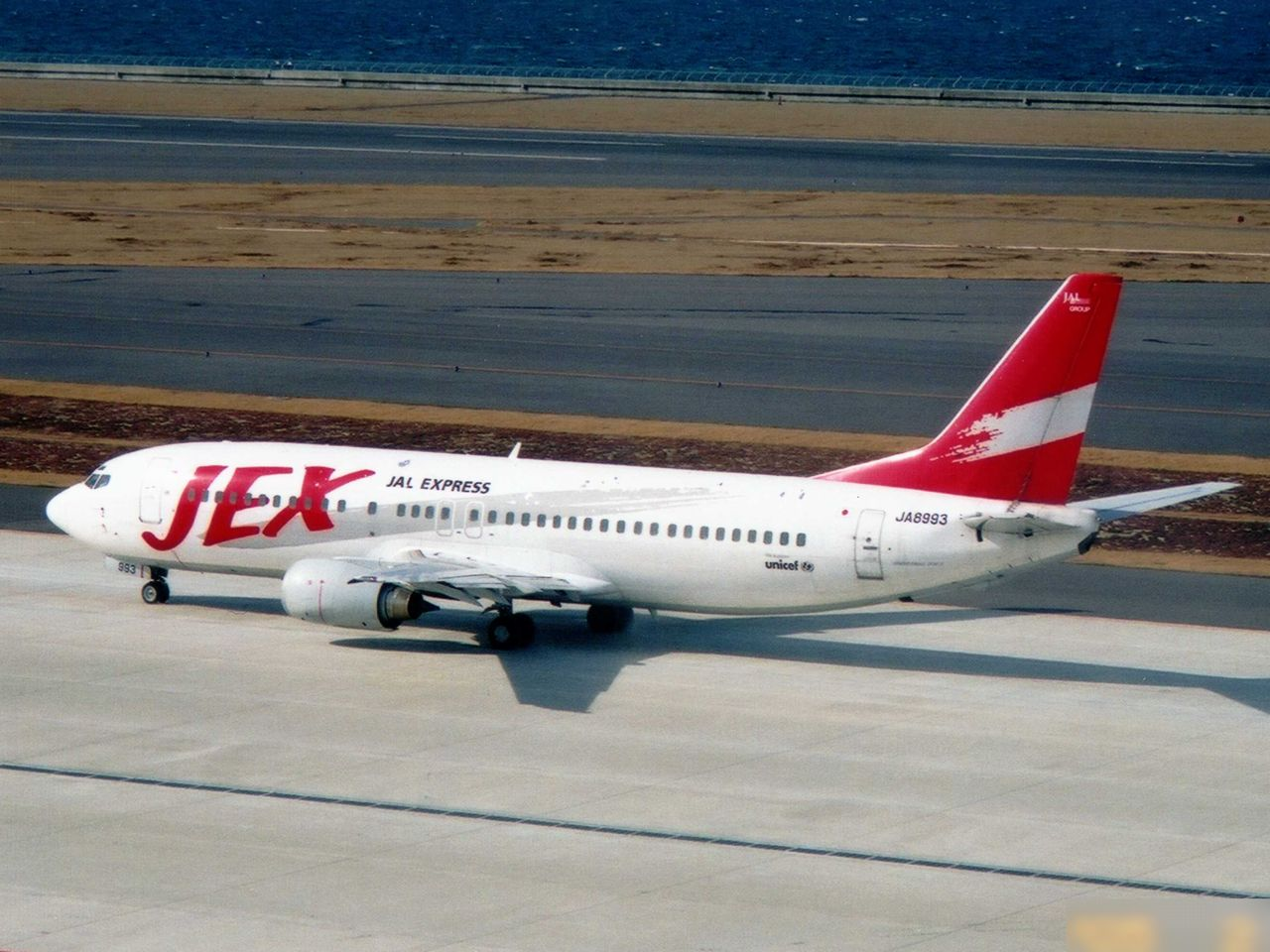
啟用“红鹤”标志的波音737-800
- JA339J披上紀念東京迪士尼樂園開業30周年的特別塗裝
- 日本航空快運第二代「日之弧」塗装波音737-400
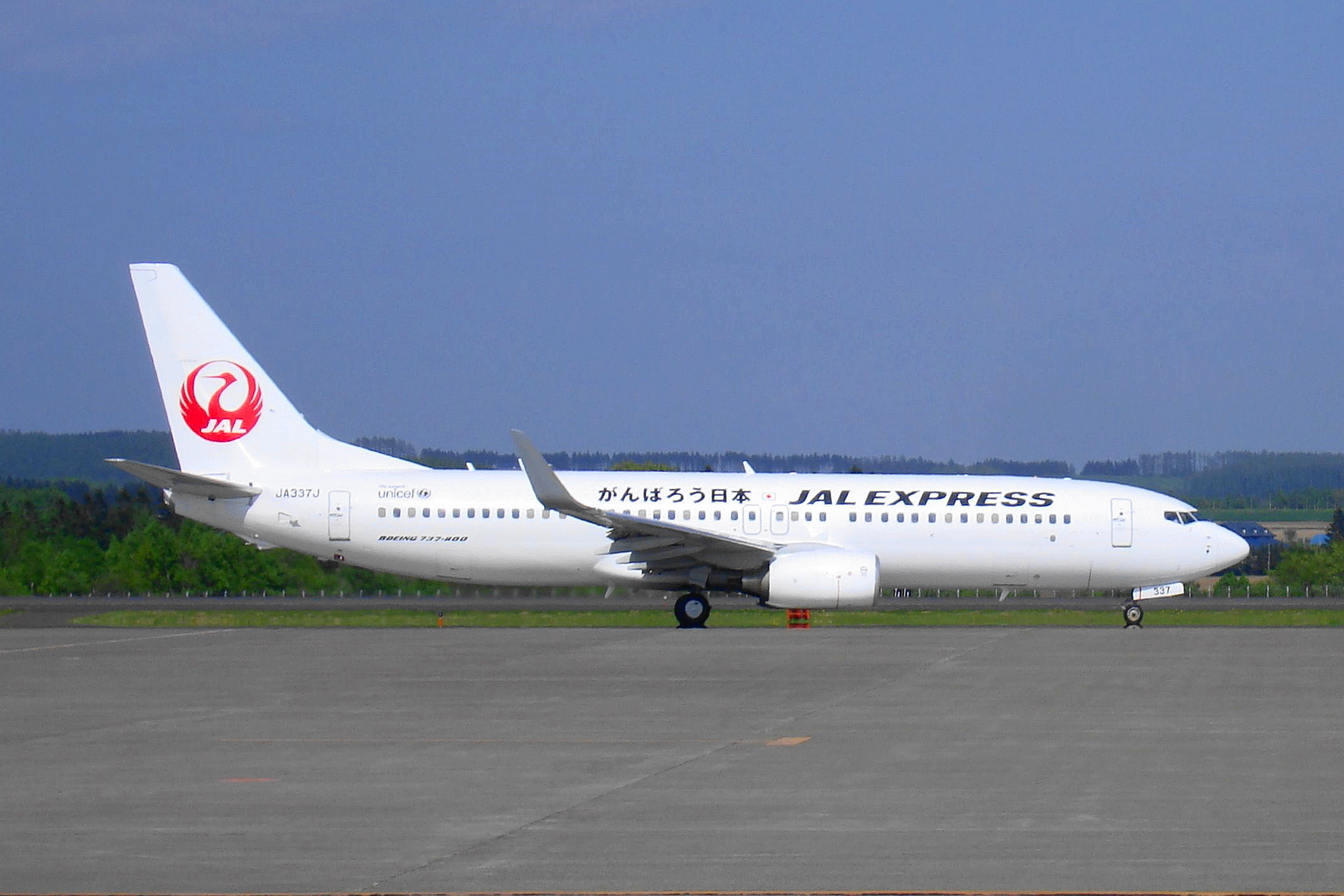
日本航空快運第三代鶴丸塗装的波音737-800
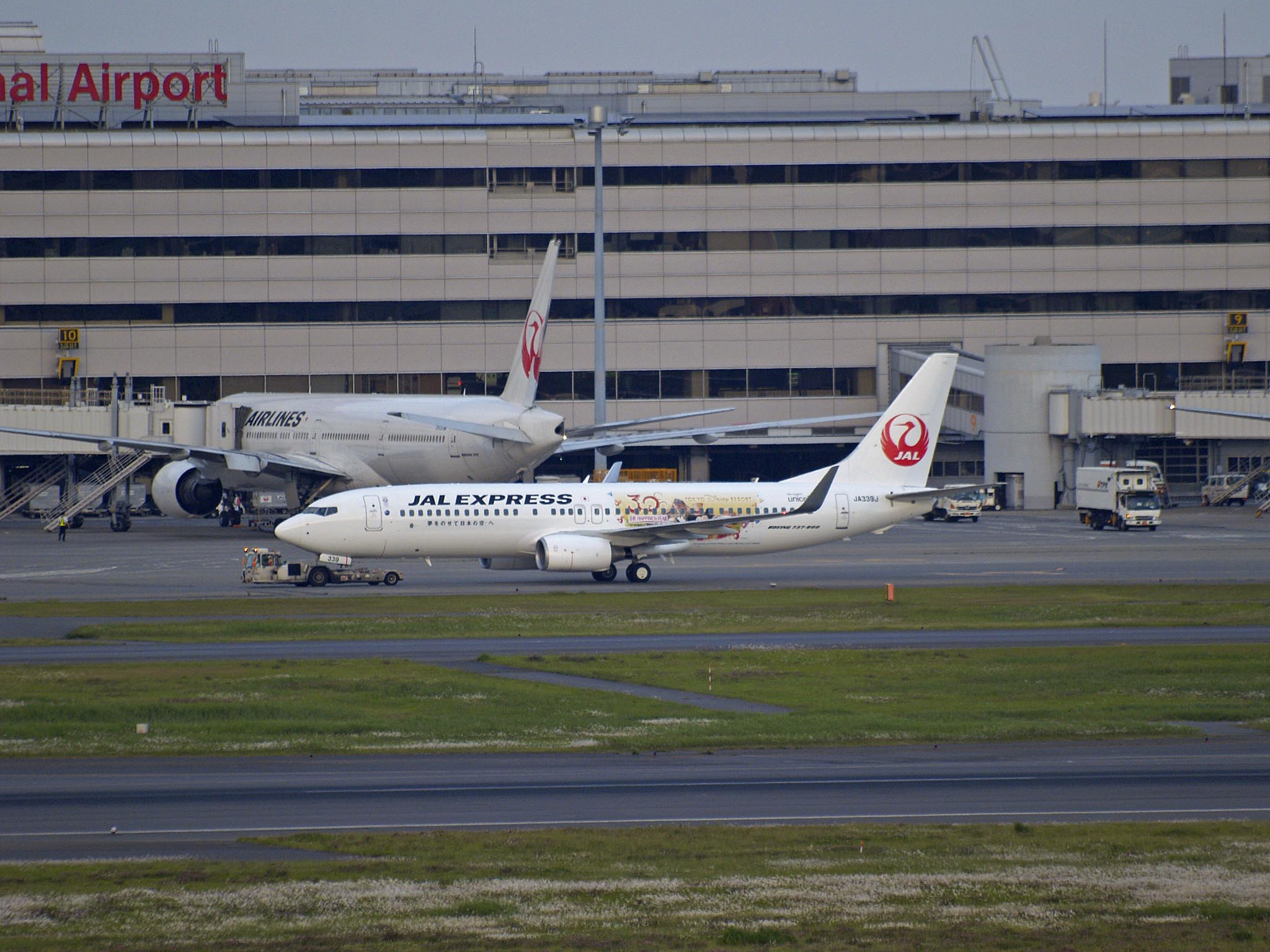
JA339J披上紀念東京迪士尼樂園開業30周年的特別塗裝
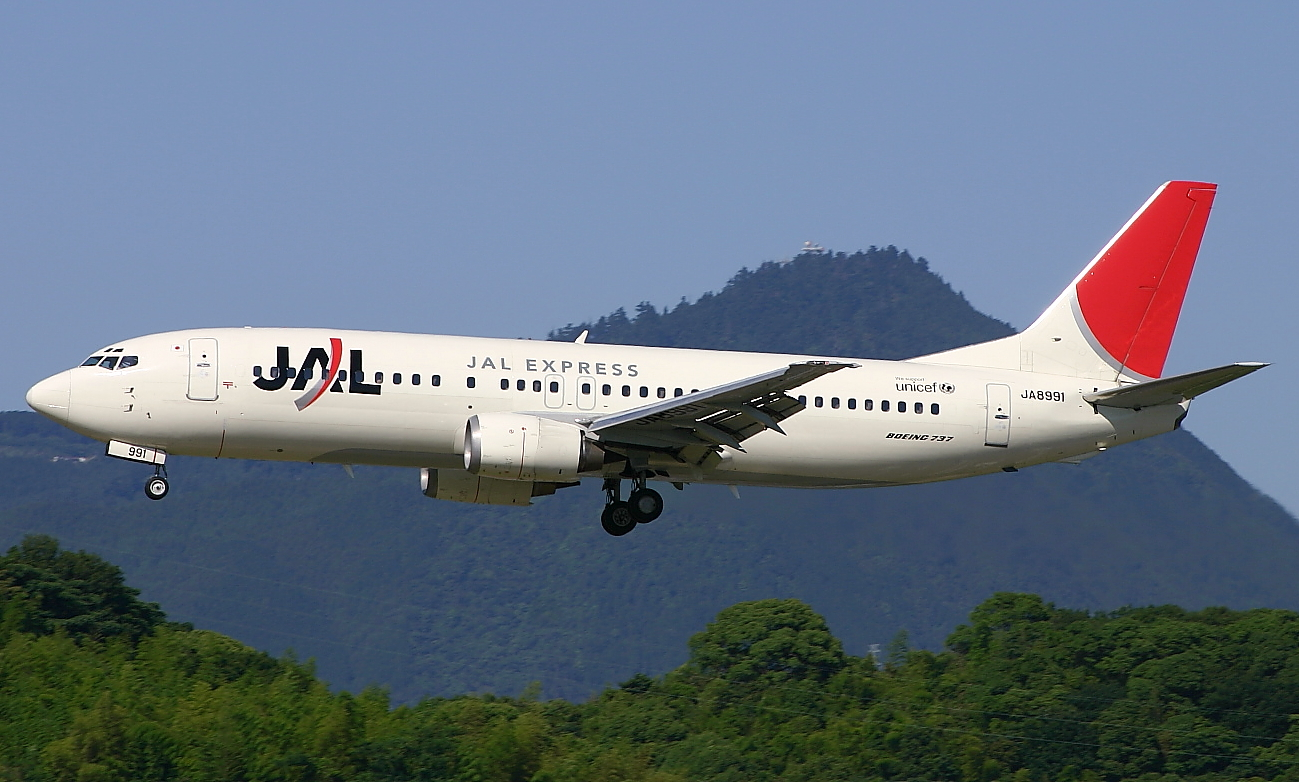
日本航空快運第二代「日之弧」塗装波音737-400
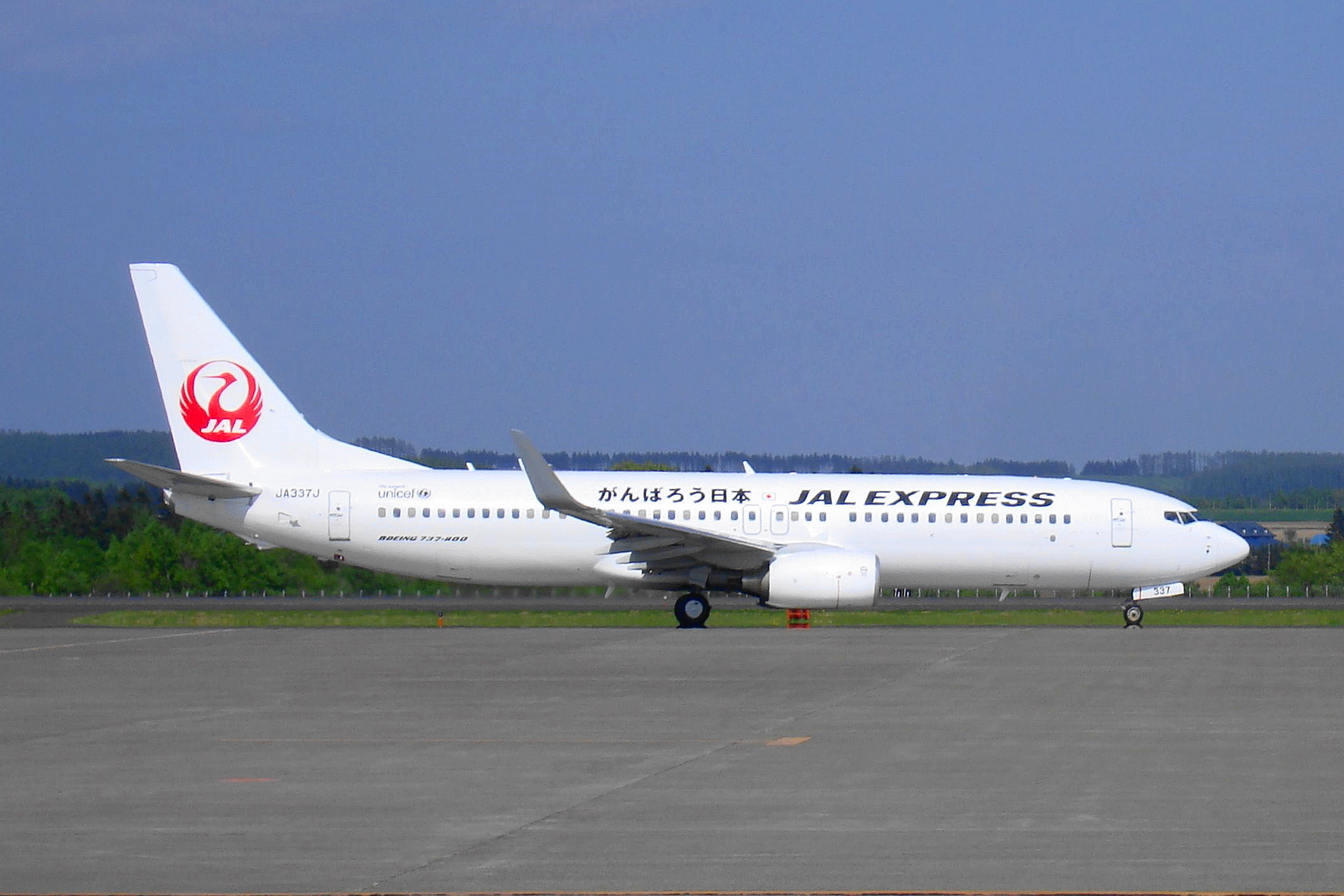
日本航空快運第三代鶴丸塗装的波音737-800